# Cine Aribau
El Cine Aribau és una sala de cine situada al carrer d'Aribau, 5 de l'Eixample de Barcelona, just davant del desaparegut Cinema Central.

## Història
Va obrir el 7 de desembre del 1962 amb una capacitat de 1.175 localitats. Al capdavant d'aquest nou cinema s'hi trobava el Grup Balañá.
Aquest local porta la firma de l'arquitecte Pere Ricart i Biot, però en destacà més el paper del decorador Antoni Bonamusa. Amb un gran vestíbul que comptava amb dues escultures de Pep Codó. La sala de projeccions té una original paret decorada a partir de fulles de plata velles (obra de Jordi Domènech) i una cortina que es recull a una banda de l'escenari, en comptes de dividir-se en dues meitats com és habitual.
La primera projecció va ser West Side Story. Una pel·lícula que va aconseguir un gran èxit perquè va estar fins al 8 d'octubre de 1964 (95 setmanes) a la cartellera. Per a celebrar el primer aniversari de la projecció d'aquest film, la distribuïdora va invitar a l'actor George Chakiris a Barcelona per a agrair personalment al públic l'acollida de la pel·lícula. Durant la tardor de 1971 es va tornar a programar West Side Story i també es va tornar a projectar el 1982.
Grease es va estrenar el 1978 simultàniament als cinemes Palau Balañá i Río. Però va ser tanta l'aglomeració de gent que hi havia a cada projecció que es va haver de programar al Regio Vistarama.
El 1999, el Grup Balañá va confirmar que reformaria el local per fer-hi dues sales, una a la platea i l'altra a l'amfiteatre. També va incorporar butaques VIP per oferir un altre tipus de servei al públic.
El 7 de desembre de 2012 es va celebrar el 50è aniversari de la sala, una de les més antigues d'Europa, amb la projecció de la pel·lícula inaugural West Side Story. Una sessió que va exhaurir les entrades.
I és que la conversió de la sala de cinema en un cinema multisala és el que ha ajudat a mantenir el cinema obert fins avui dia, tot i les discrepàncies que hi va haver en el seu moment.

## Curiositats
El 1972, durant la projecció Jesucristo Superstar, un grup de religiosos van protestar en contra d'aquest film, tot i que va trigar tres anys en estrenar-se perquè havia de rebre el vist-i-plau del bisbe Guerra Campos.